# Peter Winnen

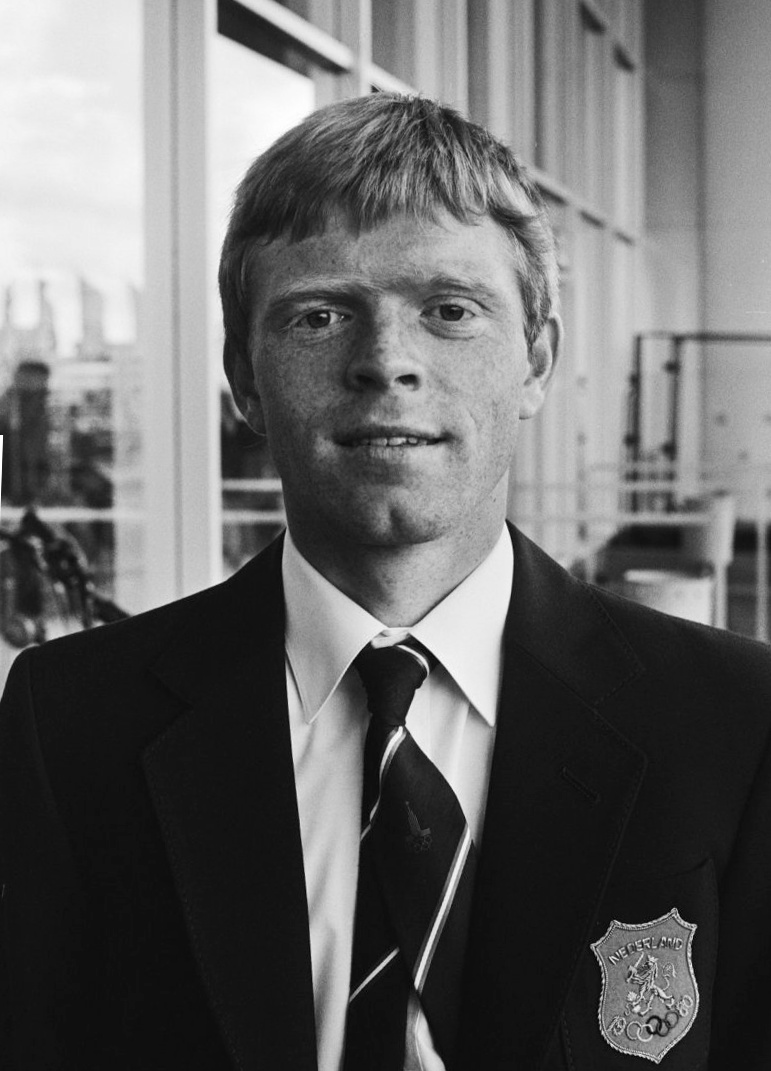
Peter Winnen, 1980

Peter Johannes Gertrudis Winnen (* 5. September 1957 in Venray) ist ein ehemaliger niederländischer Radprofi (1980 bis 1991) und heutiger Journalist und Buchautor.

## Radsport-Karriere
Als Amateur belegte Winnen den zweiten Platz bei der Internationalen Friedensfahrt 1980, nahm im selben Jahr an den Olympischen Sommerspielen in Moskau teil und belegte im olympischen Straßenrennen Platz 26. Danach wechselte er ins Profilager.
Der Bergspezialist gewann zweimal (1981 und 1983) die Königsetappe der Tour de France in Alpe d’Huez. 1982 gewann er die Bergetappe nach Morzine. Bei seinem Tour-Debüt 1981 belegte Winnen den fünften Platz im Gesamtklassement und gewann auch das Weiße Trikot für den besten Jungprofi. Zwei Jahre später wurde er Tour-Dritter hinter Laurent Fignon und Ángel Arroyo. 1983 wurde Winnen Zweiter bei der Tour de Suisse. Dies gelang ihm auch 1987 nur eine Sekunde im Gesamtklassement hinter dem Sieger Andrew Hampsten. 1988 schaffte er einen neunten Platz beim Giro d’Italia ebenso wie bei der Tour de France. 1990 wurde Winnen niederländischer Straßenmeister und Dritter beim Rennen Rund um den Henninger-Turm.
Der rothaarige Winnen fuhr unter Teamchef Walter Godefroot im Team Capri-Sonne und wurde wegen seiner großen Ähnlichkeit ständig mit Rudy Pevenage verwechselt.

## Journalist und Autor
1991 zog sich Winnen vom Profiradsport zurück und studierte Kunstgeschichte. Gemeinsam mit den beiden ehemaligen Radprofis Maarten Ducrot und Steven Rooks gestand Winnen 1999 langjähriges Doping während seiner Profizeit.
Mit seiner Autobiographie „Van Santander naar Santander“ legte Winnen im Jahr 2000 einen schonungslosen Einblick in die Welt des Radsports vor. Das Buch erschien im Frühjahr 2005 unter dem Titel „Post aus Alpe d’Huez“ im Bielefelder Covadonga Verlag auf Deutsch. 2008 erschienen im selben Verlag Winnens gesammelte Kolumnen, Essays und Kurzgeschichten aus der Arbeit für verschiedene niederländische Tageszeitungen und Magazine unter dem Titel „Gute Beine, schlechte Beine“.
Winnen schreibt als Sportkolumnist für das angesehene NRC Handelsblad und legte weitere Bücher vor, die jedoch noch nicht ins Deutsche übersetzt wurden.

## Schriften
- Van Santander naar Santander. 2000. (dt. Post aus Alpe d’Huez. Covadonga Verlag Bielefeld 2005, ISBN 3-936973-14-8)
- Valse start. 2002, gesammelte Kolumnen im NRC Handelsblad.
- Stoempwerk en andere verhalen. 2004, gesammelte Kolumnen im NRC Handelsblad und De Muur.
- Het snot voor ogen. 2005.
- Gute Beine, schlechte Beine. Covadonga Verlag Bielefeld 2008, ISBN 978-3-936973-35-8.